# 新丰站 (全罗南道)
新丰站（：／ Sinpung yeok */?）曾經为韩国铁路全罗线上的一座鐵路站，位于全罗南道丽水市栗村面新丰里，已于2011年废止。

## 历史
- 1932年11月1日，落成使用[1]。
- 2011年4月5日，停止使用[2]。